# Hedychium ellipticum
Hedychium ellipticum là một loài thực vật có hoa trong họ Gừng. Loài này được Buch.-Ham. ex Sm. mô tả khoa học đầu tiên năm 1811.